# 歌川芳形
歌川 芳形（うたがわ よしかた、天保12年〈1841年〉 - 元治元年8月1日〈1864年9月1日〉）とは、江戸時代末期の浮世絵師。

## 来歴
歌川国芳の門人。本姓は大伴、名は庫之助。一震斎と号す。牧野侯の典医大伴良順の三男として生まれる。下谷茅町、後に日本橋榑正町、本銀町及び亀島町に住む。12、3歳のころ国芳の門に入り、安政から文久のころにかけて武者絵などを描く。合作「御上洛東海道」（文久3年）にも参加、「東海道　桑名」のような奇抜な構図の作品を残している。享年24。墓所は東京都台東区谷中の延寿寺、法名は秋山院芳形日震信士。

## 作品
- 「太平記乕御前山」　大判錦絵3枚続　※文久2年
- 「太平記大戦場」　大判錦絵3枚続　ボストン美術館所蔵　※文久2年、後に「九州大合戦之図」と改題
- 「英雄八景」　大判錦絵
- 「川中島対陣之図」　大判錦絵3枚続※文久2年
- 「上杉家臣集会論戦功」　大判錦絵3枚続　※文久3年
- 「宇治川大戦場之図」　大判錦絵3枚続　※文久3年
- 「東海道」　大判錦絵揃物　※合作、文久3年。芳形は「桑名」と「藤沢」を描く。
- 「大象写生」　大判錦絵3枚続　※文久3年
- 「舶来大象図」　大判錦絵
- 「頼朝平家追討評定ノ図」　大判錦絵3枚続　ボストン美術館所蔵　※文久3年
- 「戦争図」　大判錦絵
- 「放寄計大岩山猛将生捕図」　大判錦絵3枚続　※慶応2年、芳形没後の版行